# Cyriel Delannoit
Cyriel Delannoit (Geraardsbergen, 13 maart 1926 - Aalter, 9 februari 1998) was een Belgische bokser. Zijn bijnaam was Tarzan. In 1948 werd hij Europees kampioen boksen in de middengewichtsklasse.

## Levensloop
Delannoit was afkomstig uit een arbeidersgezin met twaalf kinderen uit een volkswijk in Geraardsbergen. Van de zeven zonen zouden er drie bekend worden als bokser. Al vroeg begon hij met de bokssport. In tegenstelling tot zijn twee andere broers was Cyriel geen technisch bokser maar een krachtige puncher. Vanaf 1947 was hij reeds Belgisch kampioen. Op 23 mei 1948 versloeg hij in het Heizelstadion te Brussel voor 20.000 toeschouwers regerend Europees kampioen middengewicht Marcel Cerdan. De overwinning was des te opmerkelijker daar dit de allereerste nederlaag was van Cerdan in 105 bokskampen. Cerdan won de herkansing op 10 juli van dat jaar maar Cyriel Delannoit heroverde de titel opnieuw in november 1948 na een overwinning op punten tegen de Nederlander Luc van Dam. In 1949 verspeelde hij de titel aan de Italiaan Tiberio Mitri.
Op 1 juli 1951 bokste hij in Turijn tegen wereldkampioen Sugar Ray Robinson maar Delannoit verloor de kamp kansloos in de derde ronde. Daarna ging het bergaf met zijn carrière omdat zijn krachtige boksstijl veel vergde van zijn lichaam. Hij beëindigde dan ook snel zijn carrière.
Delannoit verliet Geraardsbergen en trok naar Brussel waar hij ruim 20 jaar verbleef. Op het einde van de jaren 1970 keerde hij terug en werd hij, volledig berooid, opgevangen door het ocmw en zijn familie. Hij overleed in armoede in 1998 na een langdurige ziekte.
Het levensverhaal van Cyriel Delannoit is een inspiratiebron geweest voor verscheidene scripts en films. Zo schreef Fernand Handtpoorter het script voor een documentaire over de bokser. Ook de televisieserie Koning van de Wereld is deels gebaseerd op het levensverhaal van de bokser.
In 2005 werd hij genomineerd voor De Grootste Belg maar hij eindigde buiten de nominatielijst op plaats 321. In 2022 werd een standbeeld van hem onthuld op de Geraardsbergse Vesten.
Cyriel is de grootoom van zanger 'Dean'.